# 拟扁体短腺吸虫
拟扁体短腺吸虫（学名：Brachylecithum platynosomoides）为双腔科短腺属的动物。营寄生生活，宿主黑领椋鸟、蓝灰山雀以及白脸山雀的肝脏与胆管。